# 齊克·哈菲
查爾斯·詹姆斯·「齊克」·哈菲（英語：Charles James "Chick" Hafey，1904年2月29日—1965年3月5日），為美國職棒大聯盟的外野手。生涯曾效力過紅雀與紅人兩隊。

## 職業生涯

### 聖路易紅雀
哈菲在1923年進入小聯盟，隔年繳出3成60的打擊率，也讓他成功登上大聯盟。
在經過三年的磨練後，哈菲於1927年繳出聯盟最高的5成90長打率。不過哈菲患有嚴重的視力問題，使得他必須配戴眼鏡上場。日後他也成為名人堂球員中首位有配戴眼鏡的選手。
1928年至1930年間，哈菲平均能敲出27轟與114分打點。1929年7月，他追平了連續10個打席敲安的大聯盟紀錄。1931年，他以3成49的打擊率拿下打擊王，第二名的比爾·泰瑞只輸他0.002%，第三名的吉姆·巴頓里也只輸0.007%而已。最後哈菲在MVP票選上拿下第五名，還拿下世界大賽冠軍。
不過哈菲在1931年開始也因為薪資問題和資方產生糾紛，1932年，他因為球隊拒絕加薪而無故缺席春訓，因此球隊將他交易到戰績不佳的紅人。

### 辛辛那提紅人
雖然紅人隊同意幫哈菲加薪，不過哈菲的視力逐漸惡化。1933年，他整季仍維持3成44的打擊率，還成功入選首屆明星賽。
1935年6月，哈菲罹患鼻竇炎，還感染了流感。球隊雖然幫他安排手術，試圖解決他鼻竇炎的問題，但哈菲堅持要請他自己的私人醫生治療。1936年，哈菲的病情更加惡化，不僅視力不穩定，連咬字都出現問題。他也因此缺席一年在養傷。
1937年2月，哈菲打算重返大聯盟。不過他又和球隊發生薪資糾紛。最後他出賽89場比賽，打擊率為2成61。1938年，他因為和球隊薪資談不攏而遭到釋出。

## 生涯打擊成績
| 出賽次數 | 打席 | 打數 | 得分 | 安打 | 二安 | 三安 | 全壘打 | 打點 | 盜壘 | 保送 | 三振 | 打擊率 | 上壘率 | 長打率 | OPS  |
| -------- | ---- | ---- | ---- | ---- | ---- | ---- | ------ | ---- | ---- | ---- | ---- | ------ | ------ | ------ | ---- |
| 1283     | 5116 | 4625 | 777  | 1466 | 341  | 67   | 164    | 833  | 70   | 372  | 477  | .317   | .372   | .526   | .898 |

## 榮譽
哈菲在1971年入選美國棒球名人堂，但是棒球數據專家Bill James認為以哈菲的數據不值得入選。2014年，哈菲入選紅雀隊名人堂。

## 外部連結
- 球員資訊和成績在MLB，ESPN，Retrosheet ，Baseball Reference ，Baseball Reference (Minors) ，Fangraphs ，The Baseball Cube （英文）

| 成就               | 成就                   | 成就             |
| ------------------ | ---------------------- | ---------------- |
| 前任： 哈克·威爾森 | 完全打擊 1930年8月21日 | 繼任： 貝比·赫曼 |